# Mereana Reid Arbelot
Mereana Reid Arbelot, née le 12 septembre 1970 à Papeete (Polynésie française), est une femme politique française.

## Biographie
Mereana Reid Arbelot exerce la profession de contrôleuse aérienne.
Elle est suppléante de Moetai Brotherson élu dans la 3e circonscription de la Polynésie française lors des élections législatives de 2022. À la suite de l'élection de Moetai Brotherson à la présidence de la Polynésie française le 12 mai 2023, elle prend sa succession à l'Assemblée nationale dans le groupe de la Gauche démocrate et républicaine,.
Elle fait partie, comme son prédécesseur, de la commission des Affaires étrangères,.
En octobre 2023, elle soulève de nouveau à l'Assemblée nationale la question des essais nucléaires en Polynésie française et des réparations dues aux victimes.
En juin 2024, à la suite de la dissolution de l'Assemblée nationale, elle est candidate à sa réélection sous la bannière du Nouveau Front populaire. Lors du premier tour, elle finit avec une légère avance avec 42,71 % des voix devant Pascale Haiti, candidate de l'union des autonomistes, qui totalise de son côté 41,08 % des voix.